# Грули ди Сасо (Виченца)
Грули ди Сасо је насеље у Италији у округу Виченца, региону Венето.
Према процени из 2011. у насељу је живело 38 становника. Насеље се налази на надморској висини од 972 м.